# Giacomo De Maria
Giacomo De Maria, né le 17 juillet 1762 à Bologne, et mort le 26 septembre 1838 dans la même ville, est un sculpteur italien.

## Biographie
Giacomo De Maria est né le 17 juillet 1762 à Bologne de Vincenzo, un violoniste, et de Teresa Giovannini.
Il est formé à Rome sous la direction de Canova et devient membre de l'Académie des beaux-arts de Bologne, de l'Accademia di San Luca de Rome et de l'académie de Berlin en 1810.
Il meurt le 26 septembre 1838 dans sa ville natale.
Il eut pour élève Luigi Manfredini.